# Argyrolobium flaccidum
Argyrolobium flaccidum là một loài thực vật có hoa trong họ Đậu. Loài này được (Royle) Jaub. & Spach miêu tả khoa học đầu tiên.